# Medienphilosophie
Der Begriff Medienphilosophie steht für eine philosophische Auseinandersetzung mit medienpraktischen und medientheoretischen Fragestellungen. Ihr genuin philosophisches Vorgehen unterscheidet die Medienphilosophie von der Medientheorie, mit der sie aufgrund des kulturwissenschaftlichen Zugangs Gemeinsamkeiten hat. Die Herausbildung der Medienphilosophie steht im Zusammenhang mit Entwicklungen, die sich seit Mitte des zwanzigsten Jahrhunderts in einem verstärkten Interesse für die kulturellen und politischen Aspekte (letztere zuletzt als Stasis und Polemos beschrieben) von verschiedenen Informationsverarbeitungstechnologien, Kommunikationstheorien und Medienpraktiken (u. a. audiovisuellen und digitalen) erkennen lassen.

## Begriff
Im deutschen Sprachraum taucht „Medienphilosophie“ Anfang der neunziger Jahre zum ersten Mal explizit als Buchtitel auf (Fietz, 1992). Im gleichen Jahr wird das Wort von Jürgen Habermas unterminologisch in seinem Buch Faktizität und Geltung verwendet. Zwei Jahre später erscheint im englischen Sprachraum ein hypertextuell gestaltetes „Anti-Buch“, bei dem der Begriff media philosophy im Titel vorkommt (Taylor/Saarinen, 1994). Die historische Ausbuchstabierung und pragmatische sowie theoretische Umsetzung von Medienphilosophie als einer neuen fachwissenschaftlichen Disziplin sowohl innerhalb der Medien- und Kulturwissenschaften als auch innerhalb der akademischen Philosophie erfolgt zu Beginn des 21. Jahrhunderts. Wegweisend sind hier die Arbeiten von Frank Hartmann (Hartmann, 2000), Mike Sandbothe (Sandbothe, 2001; 2005) und Matthias Vogel (Vogel, 2001), wobei letzter sich sträubt, den Begriff Medienphilosophie explizit zu verwenden.
Weitere Vertreter der Medienphilosophie sind Stavros Arabatzis, Norbert Bolz, Rafael Capurro, Lorenz Engell, Erich Hörl, Werner Konitzer, Sybille Krämer, Reinhard Margreiter, Dieter Mersch, Stefan Münker, Alexander Roesler, Oswald Schwemmer, Georg Christoph Tholen, Christiane Voss, Lambert Wiesing und andere.
Bekannte Vorreiter des systematischen Reflektierens über Medien waren im europäischen Raum unter anderem Walter Benjamin (vgl. „Das Kunstwerk im Zeitalter seiner technischen Reproduzierbarkeit“), Siegfried Kracauer (vor allem als Filmtheoretiker), Günther Anders (Die Antiquiertheit des Menschen), Vilém Flusser (Kommunikologie), Jürgen Habermas (Strukturwandel der Öffentlichkeit, Theorie des kommunikativen Handelns) und Jacques Derrida (Grammatologie); großen Einfluss hatte ab den späten 1960er-Jahren Bertolt Brecht mit seiner Radiotheorie, ohne die zum Beispiel Hans Magnus Enzensbergers „Baukasten zu einer Theorie der Medien“ (1970) nicht denkbar gewesen wäre.

## Schulen
Grundlegend lassen sich hinsichtlich des Begriffsverständnisses mehrere Schulen unterscheiden. Dabei gehen die einen von theoretischen Problemstellungen, wie beispielsweise der Debatte um Realismus vs. Konstruktivismus beziehungsweise von Grundlagenfragen des Typs „Was ist ein Medium?“ aus; für andere ist Medienphilosophie eine Auseinandersetzung mit wissenschaftstheoretischen Grundlagen von Medienwissenschaften. Eine weitere medienphilosophische Schule orientiert sich primär an der moralisch-praktischen Optimierung demokratischer Kommunikationsverhältnisse. Diese kulturpolitische Orientierung fungiert dabei als zentrales Kriterium, mit dem theoretische Fragestellungen auf ihre praktische Relevanz überprüft werden (siehe Pragmatismus).
Quer durch die medienphilosophischen Schulen hindurch zieht sich die Debatte, ob und wie die neue Disziplin akademisch bzw. transakademisch und kulturell einzuordnen ist. Einige Vertreter sehen in der Medienphilosophie eine weitere Teildisziplin der Philosophie (wie etwa: Geschichtsphilosophie, Kulturphilosophie, Ästhetik, Logik, Metaphysik, Naturphilosophie, Politische Philosophie, Rechtsphilosophie, Sprachphilosophie, Technikphilosophie, Wissenschaftsphilosophie, Feministische Philosophie), einige sehen in ihr eine neue "prima philosophia", eine neue philosophische Fundamentaldisziplin, wieder andere ordnen sie eher in den Medien- und Kulturwissenschaften ein und manche sehen in ihr eine Brückendisziplin, welche die unterschiedlichen Fachwelten miteinander auf neue Weise verbindet. Darüber hinaus gibt es Stimmen, die praxisorientiert darauf hinweisen, Medienphilosophie sei „ein Geschehen, möglicherweise eine Praxis, und zwar eine der Medien. Sie wartet nicht auf den Philosophen, um geschrieben zu werden. Sie findet immer schon statt, und zwar in den Medien und durch die Medien.“ In der radikalen Fragestellung der Medienphilosophie treten zuletzt vor allem die politischen Aspekte der Medien in den Vordergrund, die, an die alte „Parmenideische Unterscheidung“ anschließend, das semantische oder ästhetische „Spiel“ scharf vom „politischen Ernstfall“ zu unterscheiden versuchen.

## Forschungsberichte
- Christian Filk/Sven Grampp/Kay Kirchmann: Was ist Medienphilosophie und wer braucht sie womöglich dringender: die Philosophie oder die Medienwissenschaft? Ein kritisches Forschungsreferat. In: Allgemeine Zeitschrift für Philosophie, Bd. 29/1, 2004, S. 39–65.
- Frank Hartmann: Philosophie und die Medien. In: Information Philosophie, 1/1991, S. 17–28.
- Dieter Mersch: Technikapriori und Begründungsdefizit. Medienphilosophie zwischen uneingelöstem Anspruch und theoretischer Neufundierung. In: Philosophische Rundschau, 50/3, 2003, S. 193–219.
- Ulrike Ramming: ‚Medienphilosophie‘ – Ein Bericht. In: Dialektik. Zeitschrift für Kulturphilosophie, 2001/1, S. 153–170.
- Lambert Wiesing: Was ist Medienphilosophie? In: Information Philosophie, 3/2008, S. 30–38.

## Videos
- Esa Saarinen, Mike Sandbothe u. a.: Media Philosophy in Action: Nomad Academy Goes Helsinki In: bedeep.tv, 2007.
- Stefan Münker, Alexander Roesler u. a. Was ist ein Medium? Berlin 2005.
- Mike Sandbothe zu Gast in der 3 Sat Kulturzeit. In: 3 Sat. anders fernsehen, 16. Juni 2003